# Михайлов, Константин Васильевич
Константи́н Васи́льевич Миха́йлов (18 апреля 1913, Тифлис — 12 августа 2009, Москва) — советский учёный в области теории бетона и железобетона.
Ученик А. А. Гвоздева, основоположника советской научной школы теории железобетона. Основатель научной школы арматуры железобетонных конструкций (совместно с Н. М. Мулиным).
Почётный член Российской академии архитектуры и строительных наук, заслуженный деятель науки и техники РСФСР, дважды лауреат Сталинской премии, участник Великой Отечественной войны. Главный редактор журнала «Бетон и железобетон» (1965—1988).

## О семье
Бабушкой К. В. Михайлова была Анна Мария Луиси Дигби, англичанка, для общения с которой Константин выучил английский язык. Старшая сестра, Вера Васильевна (род. 13 ноября 1897, по мужу Варт-Патрикова) была художником-графиком, членом Союза художников СССР. С братом Виктором Васильевичем Михайловым, специалистом в области железобетона, Константин Васильевич вёл тесное научное сотрудничество.
- Жена Рузанна Леоновна, армянка. Поженились в 1937 году[3]. Окончила филологический факультет Тбилисского университета
- Сын Дживани Михайлов (назван в честь деда жены, известного армянского национального певца-ашуга), композитор, учёный, общественный деятель, профессор Московской консерватории. Скончался в возрасте 56 лет от сердечной недостаточности.
- Дочь Елена, филолог.

## Учёба
- Поступил в немецкую школу, которая была рядом с домом, и окончил её.
- 1938 — окончил с отличием строительный факультет Грузинского индустриального института.
- 1966 — защитил диссертацию на тему «Проволочная арматура для предварительно напряжённого железобетона» по специальности «строительные конструкции, здания и сооружения».

## Научная деятельность
С 1943 года сотрудник Центрального института промышленных сооружений (ЦНИПС, позднее Научно-исследовательский институт бетона и железобетона). Более 20 лет, с 1965 по 1988 годы, работал директором НИИЖБ.
К. В. Михайлов является автором более 300 научных работ.

## Основные труды
- МИХАЙЛОВ, КОНСТАНТИН ВАСИЛЬЕВИЧ. ПОЛИМЕРБЕТОНЫ И КОНСТРУКЦИИ НА ИХ ОСНОВЕ Стройиздат, 1989 г. ISBN 5-274-00479-2
- Железобетон в XXI веке. Состояние и перспективы развития бетона и железобетона в России: монография / коллектив авторов под. ред. К. В. Михайлова.-М.: НИИЖБ, 2001.-390 с.
- Звездов А. И., Михайлов К. В. XXI век — век бетона и железобетона//Бетон и железобетон.-2001.-№ 1.-С.2-6.

## Награды и звания
- Орден Ленина
- Орден Октябрьской революции
- Орден Трудового Красного Знамени
- Орден Отечественной войны II степени
- 12 медалей
- Сталинская премия - дважды
- Заслуженный деятель науки и техники РСФСР
- Почётная грамота Правительства Российской Федерации (28 августа 1997) — за заслуги в научной деятельности и многолетний плодотворный труд
- Пожизненный почётный член Международной федерации по преднапряжённому железобетону